# 스웨덴의 정치

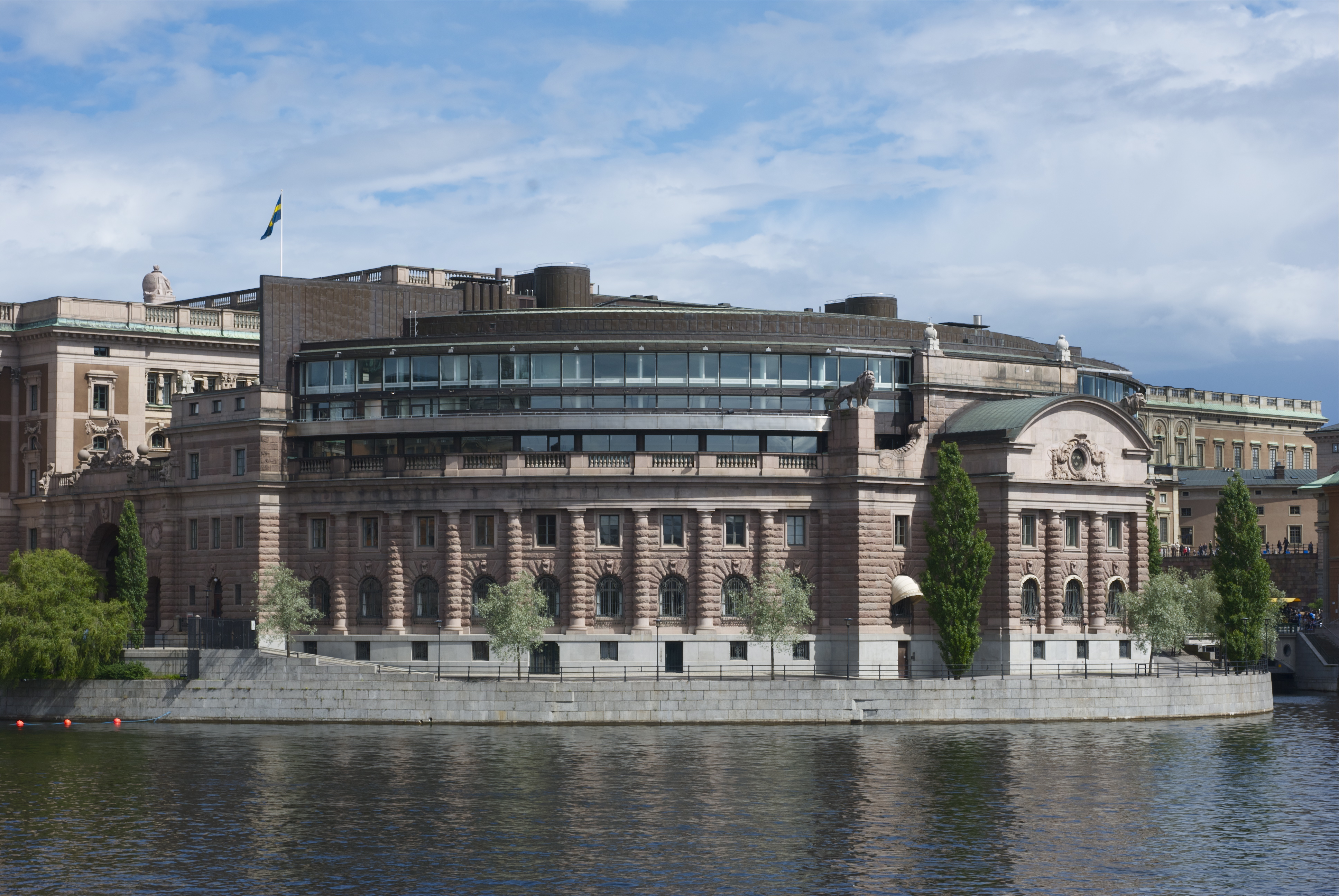
스웨덴 민주주의 핵심: 스웨덴 의회

스웨덴의 정치(영어: politics of Sweden) 체제는 스웨덴의 정치제도와 정치적 행위자, 정치적 의사결정과정 그리고 의사결정의 산물인 정책에 대해 서술하고 있다. 스웨덴은 분권화된 단일 국가이며, 의원내각제와 입헌군주제를 채택하고 있다. 스웨덴 정치체제의 핵심요소는 서로 경쟁하고 있는 정당과 총리를 선출하는 의회이다. 국가원수는 스웨덴 국왕이며, 대외적으로 스웨덴을 대표한다.

## 정체

### 헌법

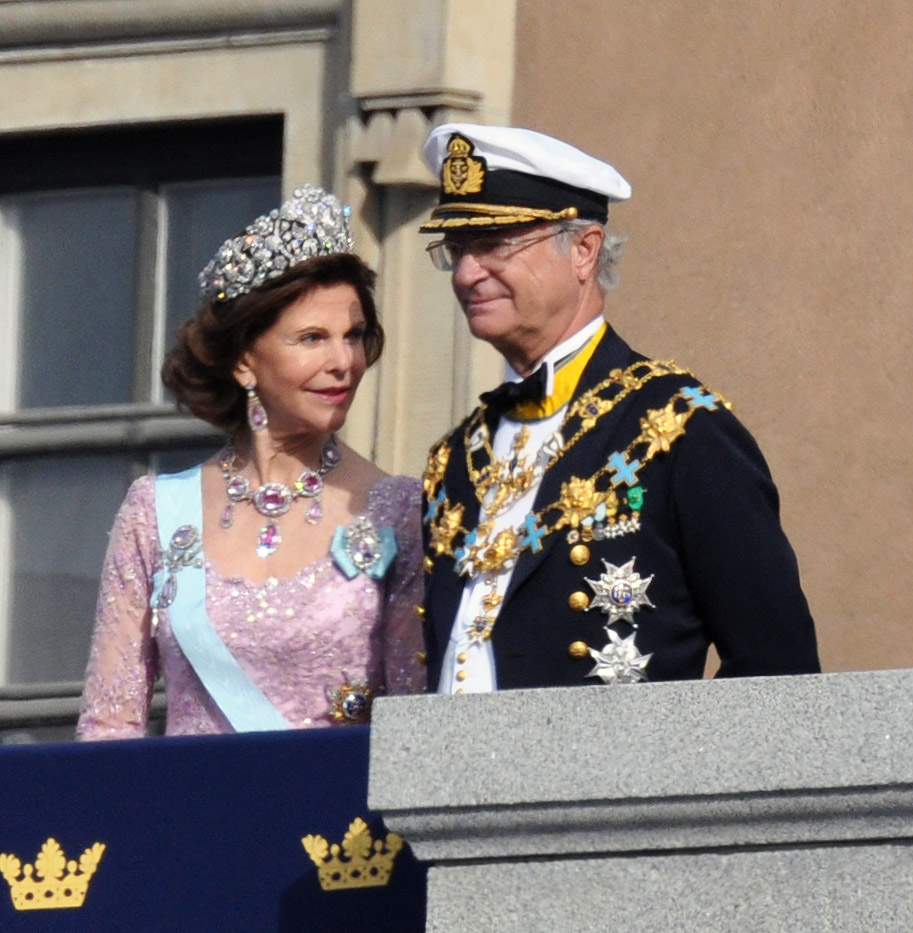
칼 16세 구스타프 스웨덴 국왕부부

스웨덴 헌법은 다음과 같은 4개의 기본법으로 구성되어 있다.
- 정부형태에 대한 기본법(스웨덴어: Regeringsformen, RF)- 1975년 제정
- 왕위계승법(스웨덴어: Successionsordningen, SO)- 1810년 제정, 1979년 수정
- 언론기본법(스웨덴어: Tryckfrihetsförordningen, TF)- 1949년 제정
- 표현의 자유에 관한 기본법 (스웨덴어: Yttrandefrihetsgrundlagen, YFL)- 1991년 제정

### 국가원수
정부형태에 대한 기본법에 의하면 스웨덴의 국가원수는 스웨덴 국왕이다. 국왕의 왕위계승은 왕위계승법에 따라 이루어진다.
국왕의 역할은 스웨덴을 대외적으로 대표하는 것이며, 순전히 상징적인 역할만을 수행한다. 국왕은 정치적 권한이 없으며, 정치에 참여할 수도 없다.

### 입법부 (스웨덴 의회)

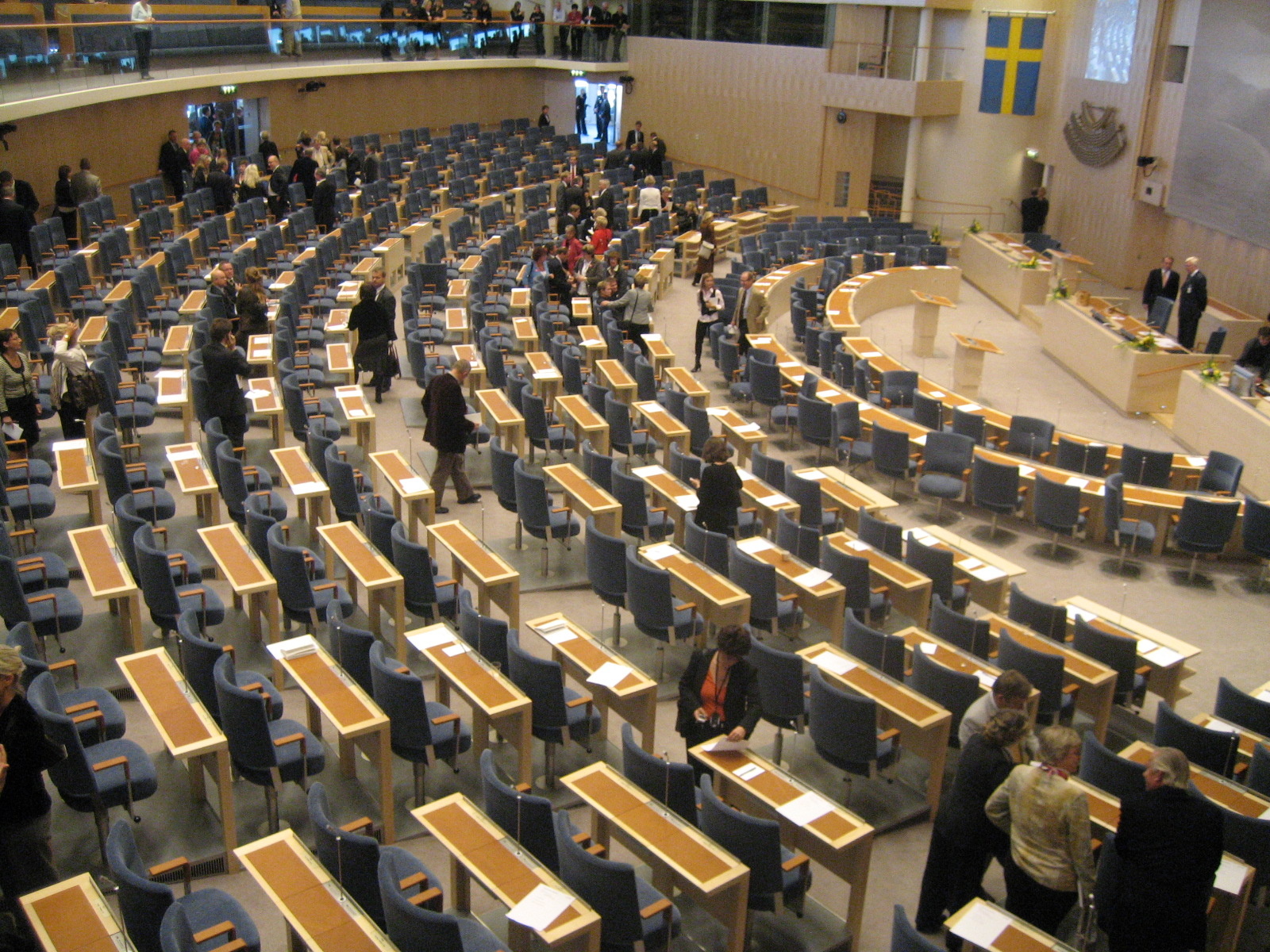
스웨덴 의회 본회의장

스웨덴의 의회는 단원제를 채택하고 있다. 스웨덴 의회(스웨덴어: Riksdagen)는 349명의 의원으로 구성된다. 이들 의원은 비례대표제로 선출되며, 상트-라귀방식에 따라 의석이 배정된다. 임기는 4년이며, 선거일은 9월 셋째주 일요일이다.
원내진출에 성공한 정당은 교섭단체를 구성한다. 교섭단체의 활동에 관한 규정은 특별히 없으며, 국가부터 재정지원을 받는다.
스웨덴 의회의 주요 역할은 다음과 같다.
- 총리의 선출
- 입법
- 예산안 채택
- 행정부 견제
- 개별 장관에 대한 해임과 총리에 대한 불신임

#### 헌법개정
헌법개정을 위해서는 먼저 의회 단수과반수의 찬성으로 개정안을 통과시켜야한다. 개정안이 채택되면, 의회의 다음 임기에 개정안에 대한 투표를 거쳐 단수다수의 찬성으로 헌법개정이 이루어진다. 두 표결 사이에 의회선거를 두는 것은 국민이 선거를 통해 개헌안에 영향을 미칠 수 있도록 하기 위해서다.
이러한 절차외에도 약간의 수정된 절차를 거치기도 한다.

#### 합의에 의한 입법
법률안은 정부가 제안할 수도 있고, 개별 의원이 발안할 수도 있다. 복합적인 법률안 준비에 있어서는 합의지향적인 "레미스 방법"이 사용된다. 먼저 실태를 조사할 위원회를 구성한다. 위원회는 조사후 조사결과를 발간하고, 법안에 대해 의견을 제시할 수 있도록 관련 기관에 배포한다. 이런 토론과정을 거친후 정부는 조사결과와 관련 기관의 입장 그리고 법안의 원안을 포함시켜 "제안"을 발표하게 된다. 스웨덴 의회 상임위원회에서 이런 과정을 거친 법률안에 대해 핵심적인 내용을 변경하는 경우는 극히 드물다. 의회는 이 법안을 채택하거나 폐기할 수 있다. 또 의원 1/3의 찬성으로 상임위로 돌려보낼 수 있다.

#### 의회의 해산
정부는 재선거를 선포할 권한이 있다. 이 경우 새로 선출된 의회는 기존 의회의 잔여 임기만큼만 활동을 하게 된다.

#### 비상사태 시
위기 상황에는 의회를 대신해 의회 의장과 50명의 의원으로 구성된 4년 임기의 전시 대의기관을 선출할 수 있다.

### 행정부

#### 중앙정부

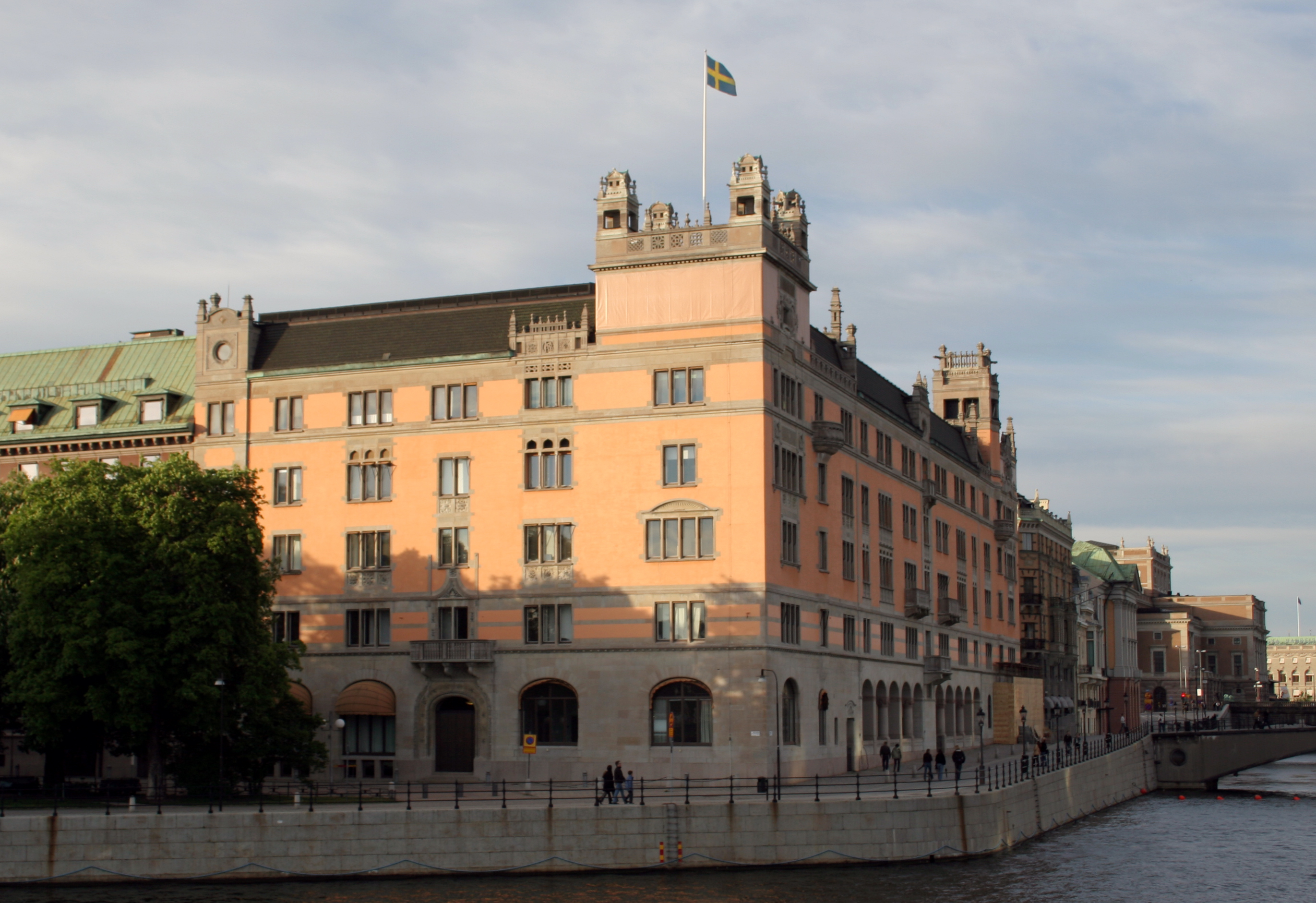
스웨덴 정부청사

스웨덴 정부는 총리(스웨덴어: statsminister)와 장관(스웨덴어: statsråd)으로 구성된다. 총리만 의회에서 선출되며, 장관은 총리가 임명하고 의회에 통보한다. 총리의 선출은 의회 의장의 제안에 따라 이루어진다. 의장이 제안한 후보는 의원 과반수가 반대하지 않으면 총리로 선출된다. 정부는 총리중심의 합의에 따라 안건을 집단적으로 의결한다.
장관은 법에 따라 10개의 부처(스웨덴어: departement)를 분담한다. 부처의 임무는 각 분야의 정부결정을 준비하는 일을 한다. 부처는 다른 많은 국가들과 달리 소속 행정기관에 명령을 내릴 수 없다.

#### 행정기관
스웨덴은 분권화된 단방제국가로, 연방주로 구성되어 있지 않다. 기초자치단체는 충분한 독립성을 가진 자치체이다.

##### 국가 행정기관

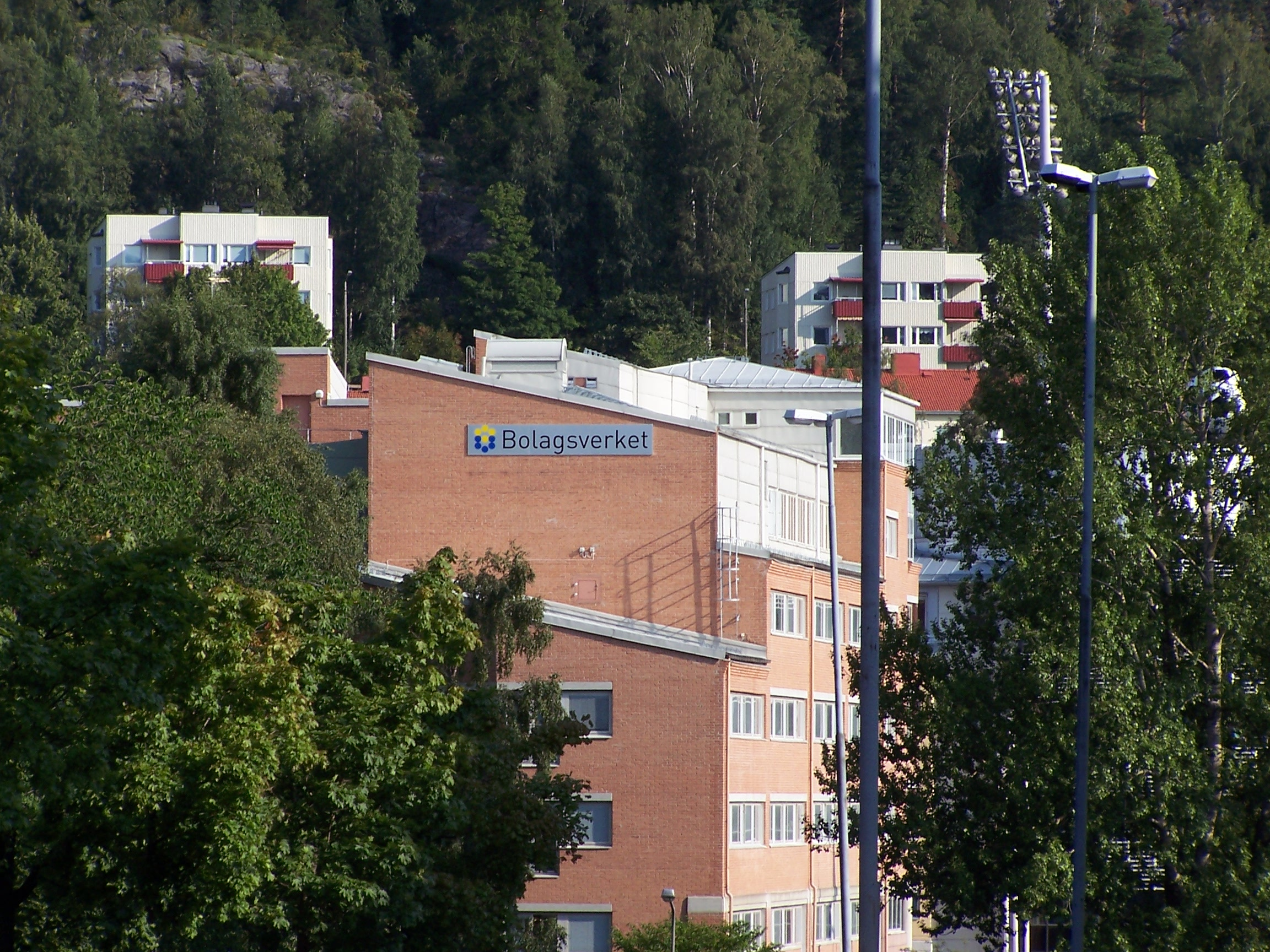
준드스발의 기업등록청

국가 행정기관은 정부에 소속되어 있다. 각 기관(스웨덴어: ämbetsverk)은 한 부처에 소속되어 있다. 각 기관은 의회와 정부의 의결이나 법규를 집행한다. 하지만 실행은 장관의 명령에 의하지 않고, 독립적으로 이루어진다.
모든 기관은 각 기관의 대표와 그 대표가 의장인 행정평의회가 이끈다. 이들의 업무는 1986년 제정된 행정법에 의해 이루어진다. 행정기관은 수도 스톡홀름이 아닌 다른 도시에 분산되어 있다.

##### 광역 행정기관
국가 기관의 지역 업무는 21개 광역행정단위(스웨덴어: län)에 분배되어 있다. 지역 행정업무는 광역행정기관(스웨덴어: länsstyrelse)이 담당한다. 광역행정기관의 대표는 6년 임기의 임명직 지사(스웨덴어:  landshövding)가 맡는다. 광역행정기관은 경찰업무와 공공 교통 및 교통안전, 시민보호, 농수산업, 동물보호등의 업무를 담당한다.

##### 자치단체
자치단체는 영역에 따라 두 수준으로 나뉜다. 기초자치단체(스웨덴어: kommun)와 광역지방의회(스웨덴어: landsting)가 그것이다. 두 기관은 모두 4년 임기로 국민이 직접선출한다(스웨덴 의회와 선거일이 같다).
기초자치단체는 수는 1952년부터 통합을 통해 2,500개에서 290개로 줄였다. 기초자치단체는 어린이 보육과 학교관련 업무(초중등학교), 사회복지서비스, 노인요양, 장애인보호, 도시계획 및 건설등을 담당한다.
광역지방의회(이름과 달리 의회가 아니라 광역지방자치단체를 이른다)는 21개 광역행정단위와 일치하게 설치되어 있으며, 기초자치단체가 수행하기 어려운 지방자치업무를 수행한다. 중요한 임무로 의료보건과 환자요양, 광역교통 업무등이 있다. 광역행정기관(스웨덴어: länsstyrelse)은 국가 업무를 수행하고 광역지방의회는 지방자치 업무를 수행하기 때문에 독립적으로 활동한다.
자치단체의 재원은 대부분 직접세인 소득세를 통해 충당한다.

### 사법부
스웨덴 법원은 형사와 민사분야의 경우 3단계로 이루어져 있다. 최고법원(스웨덴어: Högsta domstolen) 민형사적 판결은 판례의 효력을 지닌다. 이와 별도로 3단계로 이루어진 행정법원이 존재한다.

## 정치

### 정당
2014년 스웨덴 총선거에서 원내 진출에 성공한 8개 정당은 다음과 같다.
- 스웨덴 사회민주노동당(스웨덴어: Sveriges socialdemokratiska arbetareparti,S):사민당
- 녹색당(스웨덴어: Miljöpartiet de gröna,MP): 녹색당
- 좌익당(스웨덴어: Vänsterpartiet,V): 좌파당
- 온건당(스웨덴어: Moderata samlingspartiet ,M): 보수당
- 중앙당(스웨덴어: Centerpartiet,C): 구 농민당
- 자유당(스웨덴어: Folkpartiet liberalerna,FP): 자유주의 정당
- 기독교민주당(스웨덴어: Kristdemokraterna ,KD): 기민당
- 스웨덴 민주당(스웨덴어: Sverigedemokraterna ,SD): 극우

그외에 기초의회나 광역의회에 의석을 가지고 있는 정당들이 있다. 반 유럽연합 정당인 "유월리스트"는 2003년 유럽의회 선거에서 14.5%를 득표해 유럽의회 진출한 바 있으나, 2009년 선거에서는 3.6%로 의석을 얻지 못했다. 2006년 창당한 해적당은 2009년 유럽의회 선거에서 7.13%을 득표해 1석을 얻고, 유럽의회 의석수 조정에 추가로 1석을 더 배정 받았다.
스웨덴의 정당체제는 전통적으로 5당체제였다. 사민당과 중앙당 (구 농민당), 자유인민당, 온건당 (구 보수당), 좌익당 (구 공산당)이 5당체제를 구성하는 정당이었다. 1980년대 신사회운동과 환경이슈의 영향으로 의회에 진출하고, 기민당이 원내에 안정정으로 진출하면서 7당체제로 변해갔다. 1991년과 2010년에 포풀리스트 정당이나 극우 정당이 원내에 진출하기도 했지만, 8당체제로 정착될 수 있을 지는 지켜보야 할 일이다.
스웨덴의 연정구성은 전통적으로 40 %이상 득표한 사민당이 단독으로 소수연정을 구성하는 것이 일반적이고, 예외적으로 여러 우파정당이 연합해 연정을 구성하기도 했다. 정당간 경쟁구조가 "사민당 대 여러 우파 정당연합"이었다. 2006년 선거에서 우파 정당들이 "스웨덴을 위한 동맹" 결성해 집권하고, 사민당의 득표율이 감소하면서 정당 경쟁구조에 변화가 생겼다. 우파의 "동맹"과 그와 경쟁하기 위해 조직된 사민당과 녹색당, 좌파당의 연합체인 "적녹(스웨덴어: De rödgröna)"이 경쟁하는 구조로 변했다.

### 이익집단
스웨덴은 18세에서 80세 사이의 국민 90%가 이익단체에 가입해 있고, 1인당 평균 3개의 단체에 가입해있을 정도로 이익단체가 발달한 나라이다.
노동조합에는 스웨덴 노총(LO)와 사무직 노총(TCO), 전문직 노총(SACO)이 있다. 스웨덴 노총은 180만명의 노조원이 가입해있고, 정치적으로 친 사민당성향을 가지고 있다. 사무직 노총은 130만명의 노조원이, 전문직 노총은 556,000명 노조원이 가입해 있으며 정치적으로 중립성을 유지하고 있다.

### 미디어
스웨덴은 미디어 이용시간이 높은 수준인 것으로 조사됐다. 또한 1인당 신문발행부수 세계 최고수준인 것으로 나타났다. 스웨덴인구의 3/4이 조간 신문을 읽고, 인구의 1/3이 석간신문을 읽는 것으로 나타났다.
스웨덴 신문의 특징은 정치적으로 특정 정당에 속하는 경우가 많다는 것이다. 자유주의나 보수주의적 성향의 신문이 많은 편이다. 2009년까지 최대 발행부수의 타블로드판 석간 신문 "아프톤블라데트(Aftonbladet)"를 스웨덴 노총이 소유하면서 사민당 성향을 보였으나, 지분의 90%이상을 매각하면서 노총의 영향력이 떨어졌다. 이로 인해 시민당에는 불리한 언론환경이 조성되고 있다.

## 정책

### 외교 정책
스웨덴은 20세기 동안 평화시에는 비동맹, 전시에는 중립의 원칙에 기초해 외교 정책을 펼쳐왔다. 이 원칙은 서구의 나토와 밀접한 관계를 유지하자고 하는 주장하는 사람들에 의해 비판을 받았다.
냉전 기간, 스웨덴은 바르샤바 조약기구에도 가입하지 않고, 마샬 플렌의 원조도 최소한으로 받았다.
스웨덴은 유엔을 통해 국제 평화유지활동과 제3세계 지원활동에 가장 적극적인 나라다.
1995년 스웨덴은 핀란드와 오스트리아와 함께 유럽연합에 가입했으며, 당시 스웨덴에서 유럽연합 가입문제는 가장 중요한 정치 이슈였다. 스웨덴은 유럽연합 외에도 유엔이나 OECD, IMF에서 적극적으로 활동하고 있다.

### 환경 정책
1973년 석유파동이후 에너지 정책은 원유수입에 덜 의존하게 됐다. 그 이후 스웨덴에서는 주로 수력발전과 원자력 발전을 통해 전기를 생산했다. 스웨덴은 2020년부터 석유로 더 이상 전기를 생산하지 않으려 하고 있다. 1979년 스리마일섬 원자력 발전소 사고이후 1980년 스웨덴 의회는 국민투표 결과에 따라 더 이상 원자력 발전소를 건설하지 않고, 기존의 원전도 2010년까지 단계적으로 폐쇄하기로 결정했다. 2005년에는 스웨덴 전체 에너지 사용량 중 재생가능 에너지의 사용비율이 26 %에 이르렀다. 그 중 가장 중요한 것이 수력발전과 바이오매스였다. 2003년에는 전체 전기 생산량의 40 %인 53 테라와트시(TWh)를 수력발전으로 생산했고, 49 %인 65 테라와트시(TWh)를 원자력 발전으로 생산했다. 나머지 13 테라와트시(TWh)는 바이오 연료와 이탄등으로 생산했다. 스웨덴은 기후변화 성취지수가 가장높은 국가로 분류됐다..
2005년 3월 실시한 한 여론조사 결과에 의하면 국민의 83%가 원자력 발전을 유지하거나 확대하는 것에 찬성하는 것으로 나타났다. 2005년 스웨덴의 포스마크 핵폐기물 저장소의 방사선 누출에 대한 보고서가 나온 이후 에도 여론에는 큰 변화가 없었다.
1980년 국민투표의 권고에 따라, 1999년과 2005년에 각각 1기 씩의 원자력 발전소를 운행을 중단했다. 하지만 2009년 2월 중도우파 정부는 기존의 원자력 발전소가 수명을 다하면 그것을 대체할 새 원전을 건설할 것이라고 발표했다.

## 같이 보기
- 스웨덴의 정당
- 스웨덴군

## 참고 문헌
- Detlef Jahn: Das politische System Schwedens. In: Wolfgang Ismayr (편): Die politischen Systeme Westeuropas. 3. Auflage, UTB, 2003, ISBN 3825280993, S. 93-130.
- Werner Jann / Jan Tiessen: Gesetzgebung im politischen System Schwedens. In: Wolfgang Ismayr (편): Gesetzgebung in Westeuropa. EU-Staaten und Europäische Union. Wiesbaden: VS Verlag für Sozialwissenschaften 2008, S. 99-131.